# Sci di velocità ai XVI Giochi olimpici invernali
Lo Sci di velocità ai XVI Giochi olimpici invernali, che si svolsero nel 1992 ad Albertville (Francia), fu presente come sport dimostrativo e fu l'unica apparizione della disciplina ai Giochi olimpici invernali. La gara maschile fu vinta dal francese Michael Prufer, quella femminile dalla finlandese Tarja Mulari; entrambi nell'occasione stabilirono anche il nuovo record del mondo. Entrambe le gare furono disputate a Les Arcs.

## Risultati

### Maschile
| Pos. | Atleta             | Nazione        | Velocità     |
| 1    | Michael Prufer     | Francia        | 229,299 km/h |
| 2    | Philippe Goitschel | Francia        | 228,717 km/h |
| 3    | Jeffrey Hamilton   | Stati Uniti    | 226,700 km/h |
| 4    | Laurent Sistach    | Francia        | 225,000 km/h |
| 5    | Petr Kakes         | Cecoslovacchia | 223,325 km/h |
| 6    | James Morgan       | Stati Uniti    | 222,910 km/h |

### Femminile
| Pos. | Atleta                | Nazione     | Velocità     |
| 1    | Tarja Mulari          | Finlandia   | 219,245 km/h |
| 2    | Liss Pettersen        | Norvegia    | 212,892 km/h |
| 3    | Renata Kolarova       | Svizzera    | 210,526 km/h |
| 4    | Anna Morin            | Svezia      | 209,790 km/h |
| 5    | Melissa Dimino-Simons | Stati Uniti | 203,620 km/h |
| 6    | Lark Frolek           | Canada      | 195,865 km/h |